# アルゲイニー台地

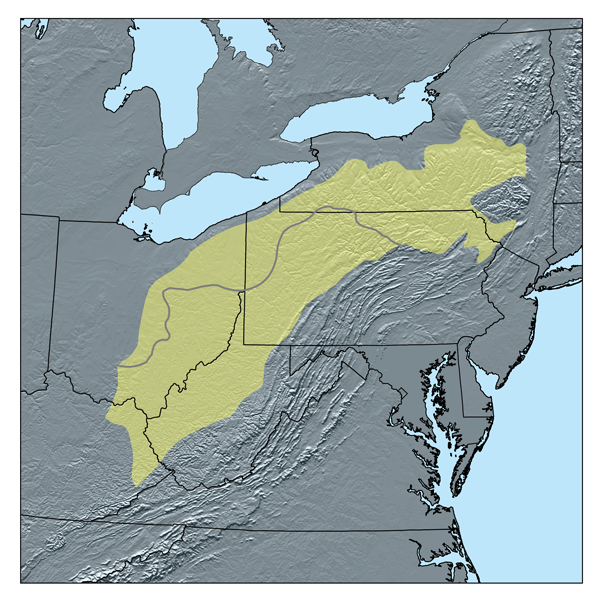
アルゲイニー台地の分布。グレーの線は氷河に覆われた地域（北側）と覆われていない地域（南側）の境界線を示す。

アルゲイニー台地（アルゲイニーだいち、Allegheny Plateau [ˌæləˈɡeɪni]）は、アメリカ合衆国東部内陸、アルゲイニー山脈の西麓に広がる丘陵地帯。ニューヨーク州中部・西部、ペンシルベニア州北部・西部、オハイオ州東部、ウェストバージニア州北西部、ケンタッキー州極東部にかけて広がる。丘陵地帯そのものはケンタッキー州東部からさらにテネシー州東部にも広がっているが、ケンタッキー州以南ではカンバーランド台地という名で呼ばれている。アルゲイニー山脈とアルゲイニー台地の境界域はアルゲイニー・フロントと呼ばれる。より大きな分類では、アルゲイニー台地はアパラチア台地に含まれる。
アルゲイニー台地の北部は最終氷期に氷河に覆われていた。そのため、同じアルゲイニー台地上でも氷河に覆われていた地域とそうでない地域とでは地形が異なる。氷河に覆われていた地域は、氷期が終わると氷河の流出とともに侵食されたため、地形が比較的なだらかであるのに対し、氷河に覆われていない地域は浸食を受けず、原地形がそのまま残されたため、起伏に富んだ地形となっている。氷河に覆われていた地域では丘と谷との標高差が30m前後であるのに対し、氷河に覆われていない地域ではその標高差が60-120mにも達する。台地の標高は270-450m程度であるが、アルゲイニー・フロントでは標高1,200m、標高差600mに達するところもある。
アルゲイニー台地上で最大の都市はペンシルベニア州南西部に位置する、市域に約30万人、都市圏に約235万人（いずれも2010年国勢調査）の人口を抱えるかつての鉄鋼の街ピッツバーグである。このほか、台地上にはアクロン、ヤングスタウン、チャールストンなどの都市が形成されている。